# Gut Weißenhaus

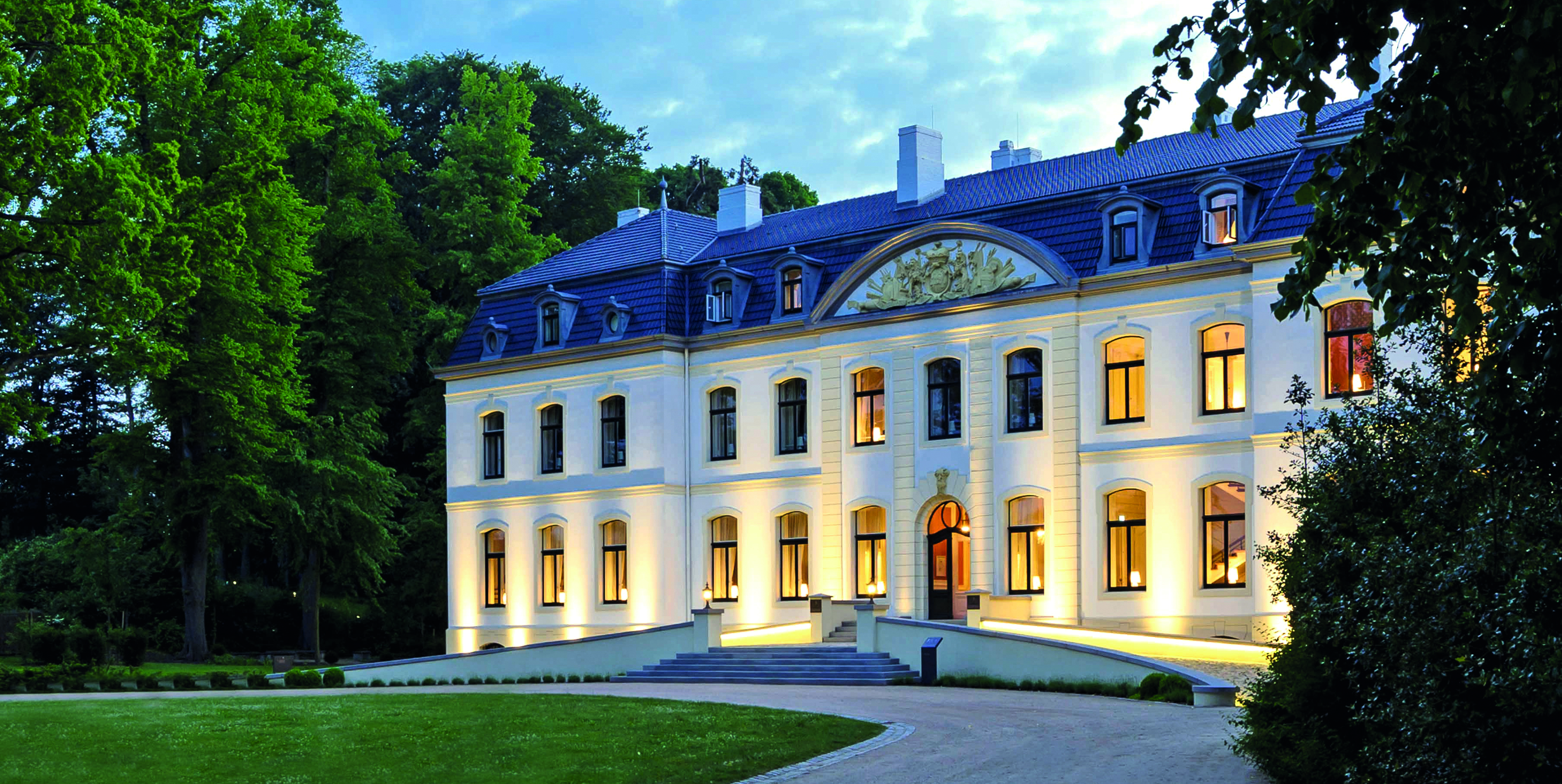
Schloss des Weissenhaus Grand Village Resort

Das Gut Weißenhaus liegt in der Gemeinde Wangels im Kreis Ostholstein in der Nähe des nach dem adligen Gut benannten Weißenhäuser Strandes. Den Mittelpunkt der einstigen Gutsanlage bildet das an einem weitläufigen Park gelegene sogenannte Schloss Weißenhaus, das frühere Herrenhaus des Besitzes. Das Gut Weißenhaus ist heute ein Hotel. Das Gut hatte im Juni 2018 33 Bewohner.

## Geschichtlicher Überblick
Das Gut Weißenhaus gehörte als Besitz ursprünglich zum nicht weit entfernten Gutsbezirk Farve und wurde im Zuge einer Erbteilung zu Beginn des 17. Jahrhunderts als eigenständiges Gut begründet. Weißenhaus befand sich in wechselndem Besitz zwischen den Familien Rantzau und Pogwisch und geriet 1739 durch einen Verkauf an die Grafen von Platen. Graf Georg Ludwig von Platen-Hallermund kaufte Weißenhaus und einige benachbarte Güter aus der Entschädigungssumme, die er von König Georg II. von Großbritannien anlässlich der Rückgabe des Postrechts der kurbraunschweigsch-lüneburgschen Lande erhielt. Von Platen nutzte das Gut, zu dem ein kleines barockes Herrenhaus gehörte, als Sommersitz und ließ ab 1741 einen Barockgarten anlegen. Ab 1830 wurde das Schloss zum Stammsitz des Familienzweiges und der Barockgarten in dieser Zeit in einen Landschaftspark umgestaltet. Die Nachfahren, u. a. Georg Wilhelm Friedrich Graf und Edler Herr von Platen Hallermund (1785–1873), seines Zeichens Generalpostmeister und Ober-Kammerherr, verheiratet mit Julia Gräfin Hardenberg-Hardenberg, machten das Gut zum Familienfideikommiss. Via Erbregelung übernahm dann Carl Ernst Felix Graf und Edler Herr von Platen Hallermund (1810–1887) und aus seiner ersten Ehe mit Mathilde Gräfin Pace sein Enkel Carl Julius Erasmus Graf und Edler Herr von Platen Hallermund (1870–1919). Er war mit Elisabeth von Alten liiert, das Ehepaar hatte drei nicht erbberechtigte Töchter. Und so fiel das Gut an Carls Bruder Erasmus Rudolf Graf und Edler Herr von Platen Hallermund (1877–1930), nachfolgend an den ältesten Sohn aus seiner Ehe mit Ilse von der Marwitz, Graf Clemens von Platen Hallermund, geboren 1902 in Ludwigslust.

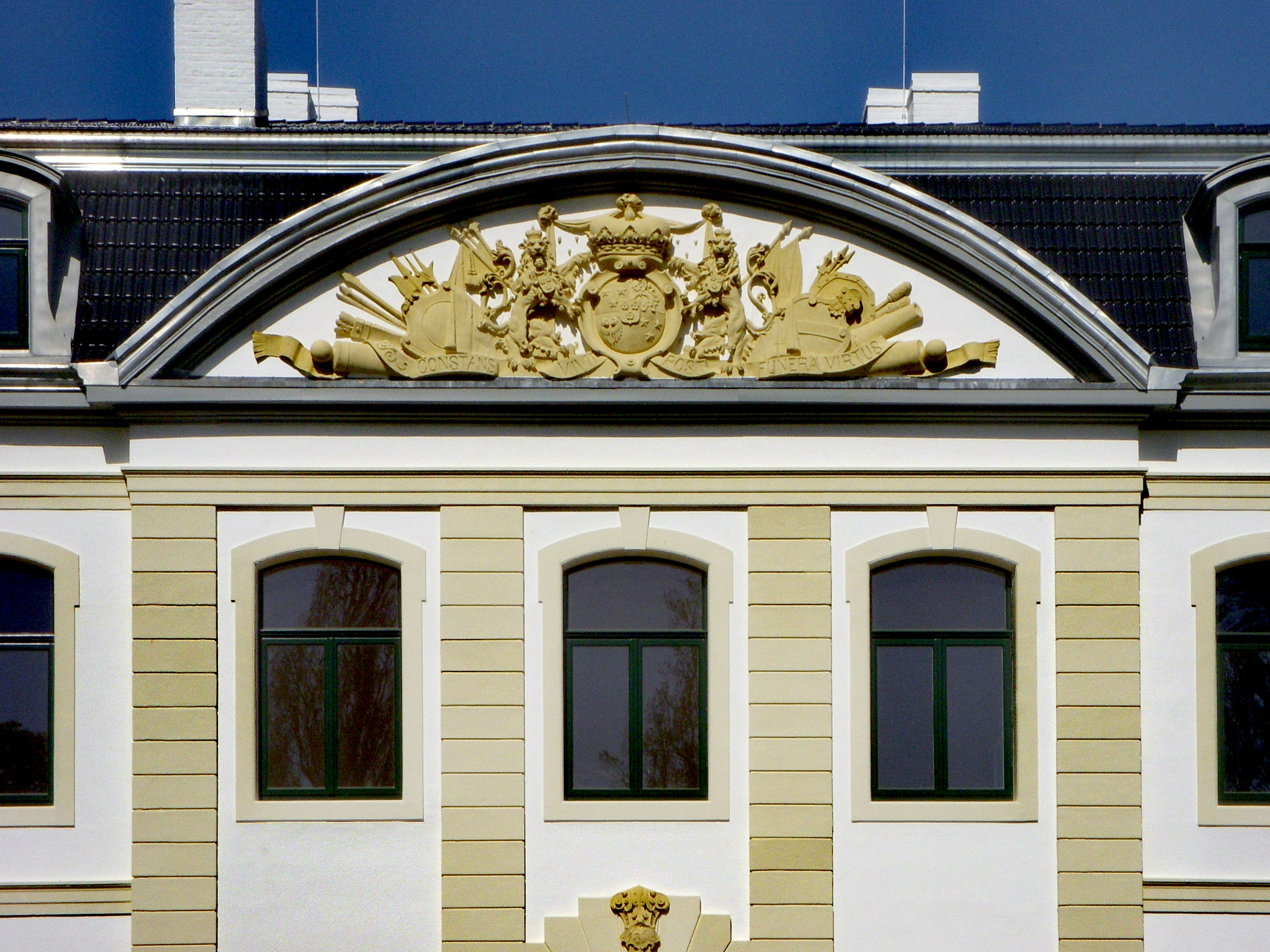
Tympanon nach der Renovierung im Mai 2012.

Im Zuge des Zweiten Weltkrieges beschlagnahmte der Generalfeldmarschall Erich von Manstein das Schloss im April 1945 bis zur Besetzung durch die Briten. Im selben Jahr brannte eine der großen Hofscheunen nieder. In der Nachkriegszeit von 1945 bis 1952 verdreifachte sich die Einwohnerzahl des Guts durch Heimatvertriebene und Ausgebombte. Von 1952 bis 1975 war im Herrenhaus eine durch Kurt Hahn inspirierte Outward-Bound-Kurzschule untergebracht.
Ab 1993 lebte die Familie Platen-Hallermund nur noch auf dem nahen Gut Friederikenhof und öffnete das Schloss Weißenhaus für den Publikumsverkehr. Die eigentliche Gutswirtschaft wurde im Laufe der Jahre zunehmend reduziert, einige der Wirtschaftsgebäude wurden bereits ab 1981 abgerissen. Das Herrenhaus beherbergte mehrere gastronomische Betriebe, und in den Kavaliershäusern wurden Ferienwohnungen und Läden eingerichtet. Das Schloss diente außerdem als Rahmen für wechselnde Ausstellungen, unter anderem wurden Lithographien von Marc Chagall und Zeichnungen von Armin Mueller-Stahl präsentiert. Ende 2005 wurde der Besitz an den Hamburger Unternehmer Jan Henric Buettner veräußert, der das Geschäftskonzept nur kurzzeitig fortführte; 2006 wurden das Schloss und die Kavaliershäuser wegen umfangreicher Renovierungsarbeiten geschlossen. Restaurierungsmaßnahmen sicherten 2010 den Jungviehstall im östlichen Bereich des Wirtschaftshofes sowie die stark geschädigte Stellmacherei. Das ehemalige Werkstattgebäude wurde zu einem Wohnhaus umgebaut. Im Herrenhaus entstand im linken Flügel ebenfalls eine Wohnung, frühere Ein- und Umbauten wurden entfernt.
Seit 2014 läuft der Hotelbetrieb in Weißenhaus. Durch Restaurierungsmaßnahmen wurde der im 19. Jahrhundert errichtete Jungviehstall, die heutige Reetscheune, zu einem Veranstaltungsort umgebaut, in der Kulturveranstaltungen, Tagungen oder Hochzeiten stattfinden. Die stark geschädigte Stellmacherei, das ehemalige Werkstattgebäude, beherbergt seit 2014 Hotelsuiten. Ebenfalls zum Gut Weißenhaus gehört die reetgedeckte Meierei, der ehemalige Arbeitsplatz holländischer Fachleute aus der Milchwirtschaft. Das historische Badehäuschen wurde umgebaut. Ebenso wurden das ehemalige Backhaus (dessen historischen Ofen man erhalten konnte), das Gärtnerhaus, das Waschhaus und das Bienenhäuschen unter strengen denkmalschutzrechtlichen Auflagen wieder aufgebaut. Das Schloss Weißenhaus wurde im Juli 2014 als Teil des Hotelbetriebes neu eröffnet. Seit 2016 ist Christian Scharrer der Chefkoch.
Im Mai 2022 fand hier das Treffen der G7-Außenminister statt. Vom 9. bis 16. Februar 2024 wurde hier die Freestyle Chess G.O.A.T. Challenge 2024, ein Schach960-Turnier, ausgetragen.
Seit Ende März 2025 steht die Immobilie mit 90 Zimmern bei Sotheby’s für 185 Millionen Euro zum Verkauf.

## Bauwerke

### Schloss Weißenhaus
Das heutige Herrenhaus ist der Nachfolger eines älteren Baus von 1731. Dieser Ursprungsbau wurde mehrfach umgebaut. Zwischen 1830 und 1850 erweiterte Graf Georg Wilhelm, der Enkel Graf Georg Ludwigs, das Haus, indem er es um eine Etage aufstockte und links und rechts je einen Flügel mit Flachdach anbauen ließ. Das Haus brannte 1896 bis auf die Grundmauern nieder, nur das etwa 350 Jahre alte Kellergeschoss mit dem Tonnengewölbe blieb erhalten.
Das neue Schloss wurde im Stil des Neobarock ab 1896 zum Teil auf den alten Fundamenten errichtet. Es handelt sich um einen breit gelagerten Bau von zwei Stockwerken und dreizehn Fensterachsen mit einem Mansarddach. Die Hoffassade ist mit einem großen, reliefgeschmückten Segmentgiebel betont, der das Wappen der Grafen Platen-Hallermund trägt. Auf der gartenseitigen Fassade befindet sich an dieser Stelle ein Attikageschoss. Die Fassaden des Bauwerks sind – dem Namen des Schlosses entsprechend – in weiß gehalten, je drei Fensterachsen ragen als seitliche Risalite flach hervor.

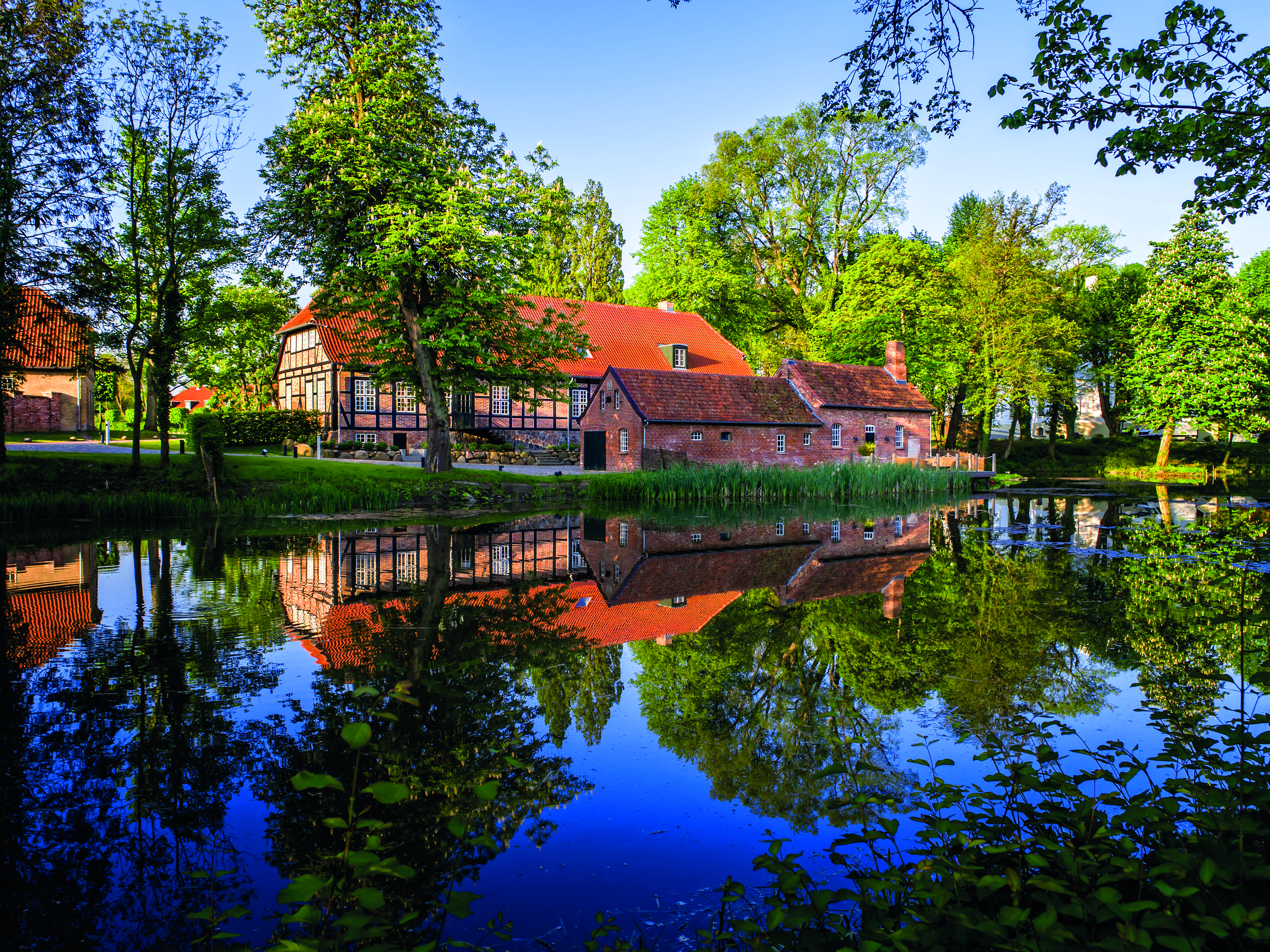
Das Kavaliershaus und das kleinere Waschhaus am Schlossteich

Die Ausschmückung der Innenräume erfolgte im Stil des Neobarock und hat sich in Teilen bis in die Gegenwart erhalten. Dazu zählen neben den Stuckaturen auch französische Kamine und Gemälde des Schlachtenmalers Jacques Courtier. Die Schlachtengemälde wurden restauriert.
Hofseitig sind dem Schloss zwei Nebengebäude vorangestellt. Die Häuser überstanden den Brand von 1896, das linke Haus stammt aus dem Jahr 1817, das rechte Gebäude aus dem Jahr 1730. Sie dienten einst als Kavaliershäuser, diese Funktion verloren sie jedoch mit der Erweiterung des Herrenhauses im 19. Jahrhundert, das ab diesem Zeitpunkt genug Platz für Gäste bot. Beide Kavaliershäuser dienten nach der Vergrößerung des Schlosses als Angestelltenwohnungen.

### Der Park

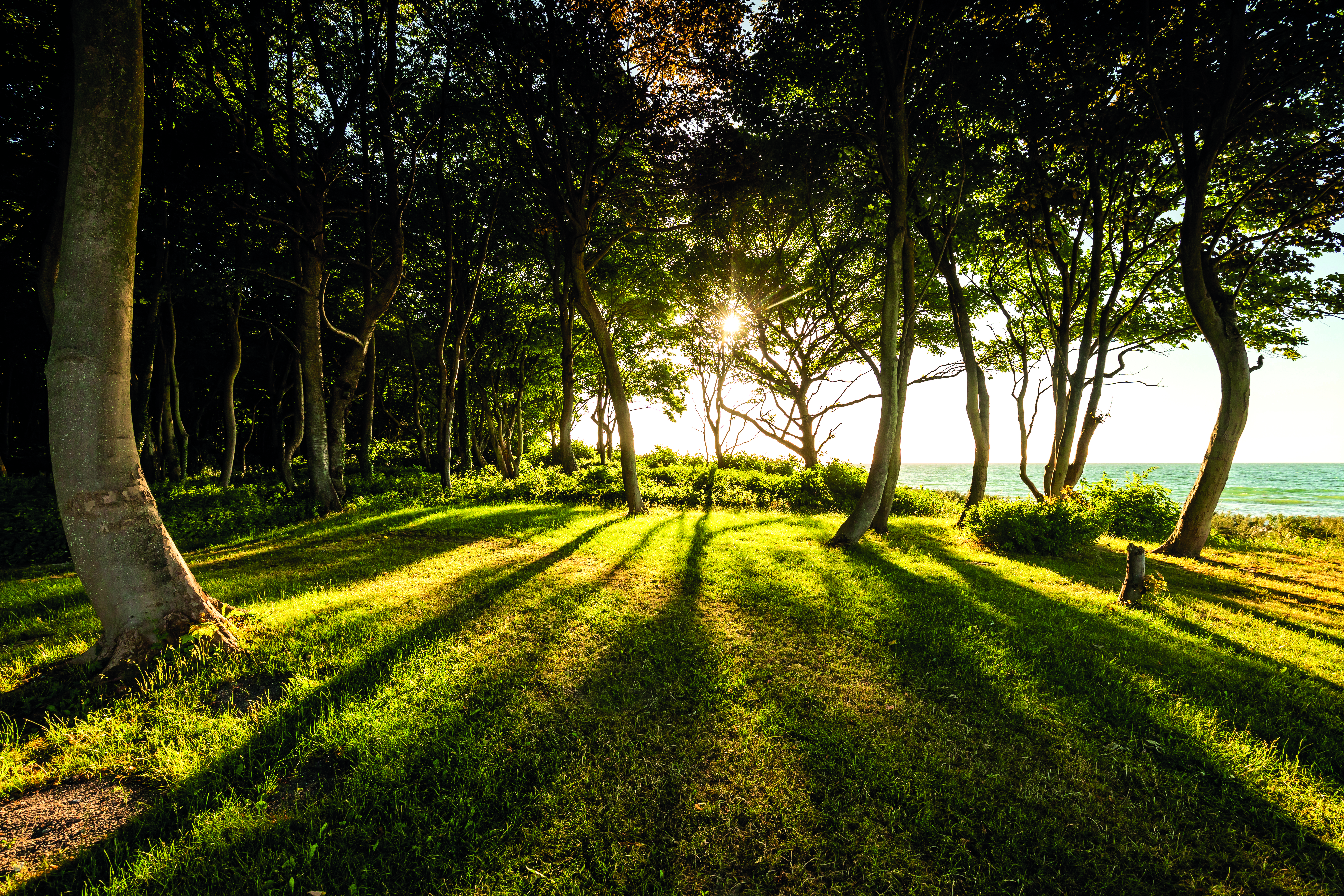
Wald am Meer bei Gut Weißenhaus

Mit dem Erwerb des Gutes 1735 durch Georg Ludwig Reichsgraf von Platen Hallermund beginnt die überlieferte Gartengeschichte. Er ließ einen kleinen Barockgarten im Régence-Stil anlegen, der in einem Gartenplan von 1742 überliefert ist. Der Garten hatte die Form eines Rechtecks, das längsseitig von je einer Lindenreihe und breiten Wegen begrenzt wurde. In einem eingetieften Broderieparterre befand sich ein zentrales Fontänenbecken. Am Ende des Parterres öffnete sich ein tiefer Blick über die „Grand Koppel“ bis hin zur Ostsee und im rechten Winkel dazu führte eine breite Lindenallee zum Strand. Diese Allee existiert noch. Im Jahr 1777 verwüstete eine schwere Sturmflut den Garten. Die Neuanlage erhielt vor dem Herrenhaus einen Pleasureground sowie seltene und exotische Gehölze, unter anderem einem Riesenmammutbaum sowie mehrere riesige Flatter-Ulmen. In den folgenden Jahren bezog die landschaftliche Überformung des Gartens im Osten einen Teich mit anschließendem Nutzgarten mit ein. Im Zentrum des Gutsparks erinnert das gusseiserne, neogotische Denkmal des hannoverschen Baumeisters Georg Ludwig Friedrich Laves (1788–1864) an die verstorbene Julia Gräfin von Platen Hallermund, geborene Hardenberg (1788–1833). Jenseits des nördlichen Kavaliershauses befand sich bis 1960 der Küchengarten des Herrenhauses. Seine Umgestaltung in einen Rosengarten erfolgte ab 1990. Im Jahr 2017 wurde das historische Gewächshaus originalgetreu wieder aufgebaut.

### Genealogie der Besitzer
- Gothaisches Genealogisches Taschenbuch der Fürstlichen Häuser 1942, (Hofkalender), Jg. 179, II. Abteilung, Justus Perthes, Gotha 1941, S. 259 ff.
- Hans Friedrich von Ehrenkrook, Jürgen von Flotow: Genealogisches Handbuch der Fürstlichen Häuser, Band I, Band 1 der Gesamtreihe GHdA, C. A. Starke Verlag, Glücksburg/Ostsee 1951, S. 294 ff. ISSN 0435-2408
- Hans-Hartwig von Platen: Die Familien von Platen. Band 1, Die Geschichte der Familien von Platen, (entspricht d. 4. Auflage), Hrsg. v. Platen Familienverband, Selbstverlag, Untereisesheim 2007, S. 43 f.; S. 793 ff.